# Sąsiedzi (Fernsehserie)
Sąsiedzi (deutsch: Die Nachbarn) ist eine polnische Comedyserie, die von 2003 bis 2008 für TVP1 produziert wurde. Sie ist die Fortsetzung der berühmten Serie Lokatorzy (1999–2005).

## Handlung
Die Serie handelt von den Abenteuern von zwei Familien: Bogacki (die Reichen) und Cwał-Wiśniewskich.

## Ausstrahlung
Die Serie wurde von 2003 bis 2008 von TVP3 Gdańsk für TVP1 produziert. Sie ist die Fortsetzung der berühmten Serie Lokatorzy (1999–2005).

## Besetzung
| Name                | Rolle             |
| ------------------- | ----------------- |
| Ewa Szykulska       | Helna Bogacka     |
| Marek Siudym        | Stanisław Bogacki |
| Małgorzata Lewińska | Patrycja          |

## Staffelübersicht
| Nr. | Episoden | Staffelpremiere  | Staffelfinale     |
| --- | -------- | ---------------- | ----------------- |
| 1   | 28       | 12. April 2003   | 7. Februar 2004   |
| 2   | 28       | 14. Februar 2004 | 15. Januar 2005   |
| 3   | 35       | 22. Januar 2005  | 4. April 2006     |
| 4   | 24       | 11. April 2006   | 3. Februar 2007   |
| 5   | 28       | 10. Februar 2007 | 22. Dezember 2007 |
| 6   | 8        | 9. Februar 2008  | 12. April 2008    |